# Franc Žibert
Franc Žibert, slovenski harmonikar, * 15. januar 1951, Litija.
Na Akademiji za glasbo v Ljubljani je leta 1982 diplomiral iz glasbene pedagogike, že pred tem pa prejel različne nagrade na harmonikarskih tekmovanjih. Iz instrumenta se je izpopolnjeval v Nemčiji. Deluje kot profesor na Glasbenem konservatoriju v Karlsruheju, sicer pa sodeluje z mnogimi komornimi glasbenimi skupinami.